# Kodai no Kimi
Kodai no Kimi (jap. 小大君 Kodai no Kimi; ur. w X wieku, zm. około 1005, znana także jako Kōogimi i Sanjō-in Nyōkurōdo sakon) – japońska poetka, tworząca w okresie Heian. Zaliczana zarówno do Trzydziestu Sześciu Mistrzyń Poezji, jak i Trzydziestu Sześciu Mistrzów Poezji.

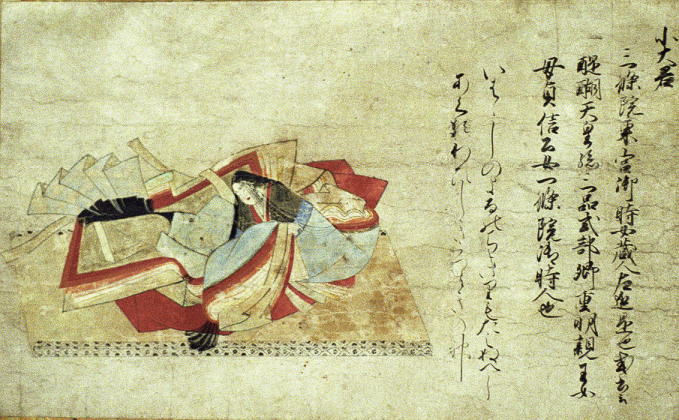
Kodai no Kimi, fragment zwoju z okresu Kamakura

Dama dworu cesarzowej Fujiwary no Kōshi (żony cesarza En’yū). Prawdopodobnie pełniła także funkcję na dworze cesarza Sanjō, na co wskazuje jej przydomek Nyōkurōdo, będący nazwą urzędu zajmującego się sprawami kobiet mieszkających na dworze cesarskim.
Jej działalność poetycka przypadła na koniec X wieku. Zachowało się około dziewięćdziesięciu utworów Kodai no Kimi, z których dwadzieścia zamieszczonych zostało w cesarskich antologiach poezji. Poemat jej autorstwa otwiera Goshūi wakashū, czwartą z cesarskich antologii.